# Pilot (Glee)
Pilot je pilotní epizoda televizního seriálu Glee, která měla premiéru 19. května 2009 na televizní stanici Fox. V České republice byl první díl odvysílán 5. září 2010 na stanici Prima Cool. Pilotní epizoda vypráví o vzniku středoškolského pěveckého sboru Glee a představuje hlavní postavy seriálu.
Epizodu režíroval tvůrce seriálu Ryan Murphy, scénář napsali Ryan Murphy, Brad Falchuk a Ian Brennan. V každé epizodě zaznívají písně přezpívané Glee klubem.

## Děj epizody
Učitel španělštiny, Will Schuester (Matthew Morrison) zjistí, že Sandy Ryerson (Stephen Tobolowsky), vedoucí učitel školního sboru na střední škole Williama McKinleyho byl vyhozen za nevhodné chování ke studentovi Hankovi Saundersovi (Ben Bledsoe). Ředitel školy, Figgins (Iqbal Theba) dává Willovi svolení k převzetí klubu. Will plánuje sbor oživit a vrátit mu jeho zašlou slávu a pojmenuje ho New Directions (česky Nový směr). Do sboru se přihásili po slávě toužící Rachel Berry (Lea Michele), diva Mercedes Jones (Amber Riley), okázalý kontratenor Kurt Hummel (Chris Colfer), hráč na kytaru na vozíčku Artie Abrams (Kevin McHale) a koktavá gothička Tina Cohen-Chang (Jenna Ushkowitz).
Willově úsilí se vysmívá Sue Sylvester (Jane Lynch), trenérka úspěšných školních roztleskávaček Cheerios. Jeho žena Terri (Jessalyn Gilsig) Willa také nepodporuje a naznačuje mu, že jako účetní by si vydělal více. Rachel vyhrožuje, že opustí sbor, pokud ji Will nenajde tak dobrého zpěváka, jako je ona sama. Když Willovi slíbí fotbalový trenér Ken Tanaka (Patrick Gallagher), že se mu pokusí do sboru získat nějakého fotbalistu, objeví náhodou, že quaterback Finn Hudson (Cory Monteith) je ve skutečnosti velmi talentovaný zpěvák. Will se tedy pokusí o lest a do Finnovi skříňky dá tajně dávku marihuany a vyhrožuje mu, že pokud se nepřidá do New Directions, tak to oznámí řediteli. Finn, který nechce zklamat svou ovdovělou matku, souhlasí.
Will bere New Directions, aby viděli jejich konkurenční sbor, Vocal Adrenaline vystupovat. Doprovází ho Emma Pillsbury (Jayma Mays), školní výchovná poradkyně, která je do něj tajně zamilovaná. Vocal Adrenaline předvádí působivé ztvárnění písně „Rehab“ od Amy Winehouse, což New Directions značně znejistí a začnou mít obavy o svém umístění na regionálním kole školních sborů. Když se Will vrátí z představení, jeho manželka Terri mu sděluje, že je těhotná. Věříc, že ho jeho rodina potřebuje, Will rezignuje na funkci vedoucího školního sboru a žádá o práci jako účetní.
Finn je šikanován svými spoluhráči s fotbalového týmu, protože je členem nepopulárního školního sboru, a tak se Finn rozhodne sbor opustit. Fotbalový tým zamkne Artieho do přenosných toalet a plánují ho převrhnout, ale Finn se rozhodne se toho nezúčastnit. Omluví se členům sboru a pokračovat v chození do sboru i když bez Willa. Emma žádá Willa, aby svůj odchod přehodnotil a když narazí na New Direction při vystoupení na píseň „Don't Stop Believin'“, tak se rozhodne zůstat se slovy, že by nemohl snést pohled, kdy sbor vyhraje národní kolo bez něj.

## Seznam písní
Písně, které zazněly v pilotní epizodě Glee:
- „Where is Love?“
- „Respect“
- „Mister Cellophane“
- „I Kissed a Girl“
- „On My Own“
- „Sit Down“
- „You're Rockin' the Boat“
- „You're the One That I Want“
- „Can't Fight This Feeling“
- „Rehab“
- „Don't Stop Believin'“

## Hrají
| Dianna Agron     | Quinn Fabray          |
| Chris Colfer     | Kurt Hummel           |
| Jessalyn Gilsig  | Terri Schuester       |
| Jane Lynch       | Sue Sylvester         |
| Jayma Mays       | Emma Pillsburry       |
| Kevin McHale     | Artie Abrams          |
| Lea Michele      | Rachel Berry          |
| Cory Monteith    | Finn Hudson           |
| Matthew Morrison | William Schuester     |
| Amber Riley      | Mercedes Jones        |
| Naya Rivera      | Santana Lopez         |
| Mark Salling     | Noah „Puck“ Puckerman |
| Jenna Ushkowitz  | Tina Cohen-Chang      |

## Ocenění a nominace
Po prvním odvysílání byl seriál nominován na tři Teen Choice Awards. Ryan Murphy byl v roce 2009 nominován za Nejlepší režii komediálního seriálu.